# Vidja
Vidja est une localité de Suède dans la commune d'Huddinge située dans le comté de Stockholm.
Sa population était de 838 habitants en 2019.